# Alle terme di Caracalla/Vieni cerchiamo insieme
Alle terme di Caracalla/Vieni cerchiamo insieme è un singolo della cantante italiana Clara Jaione, pubblicato nel luglio 1949.

## Descrizione
Alle terme di Caracalla fu scritta da Nino Ravasini (che si firmò usando lo pseudonimo Jean Savar) per la musica e da Pinchi per il testo, edita dalla Radio Record Ricordi, e venne incisa il 4 luglio 1949.
Nello stesso anno ne vennero realizzate molte altre incisioni: le più conosciute sono quelle di Natalino Otto (Fonit, 13174), Giorgio Consolini (CGD, PV 1441), Marisa Fiordaliso (Columbia, CQ 1921), Gianni Rotino (Fonotecnica, N 6464); altre incisioni vennero realizzate negli anni successivi.
Vieni cerchiamo insieme, il brano sul lato B, fu scritto da Matteo Marletta per la musica e da Alessandro Sopranzi per il testo, e vede la partecipazione con la Jaione di altri due cantanti, Antonio Basurto e Rossana Beccari

## Tracce
- Alle terme di Caracalla
- Vieni cerchiamo insieme